# Parameta
Parameta is een geslacht van spinnen uit de  familie van de Tetragnathidae (Strekspinnen).

## Soorten
- Parameta defecta Strand, 1906
- Parameta jugularis Simon, 1895